# Шомкута-Маре
Шомкута-Маре (рум. Șomcuta Mare, венг. Nagysomkút) — город в Румынии в составе жудеца Марамуреш.

## История
Местная деревня упомянута в документе 1405 года как «Somkwth», в 1475 году — как «Sumkwth». К концу XIX века этот населённый пункт стал важным местом торговли, в нём действовало несколько рынков и было три отделения банков.
В 2004 году населённый пункт получил статус города.